# Batman and Robin: The Chiller
Batman and Robin: The Chiller was een LIM Gelanceerde duellerende stalen achtbaan in Six Flags Great Adventure. De achtbaan werd gebouwd in 1998 door Premier Rides. De achtbaan bestond uit twee banen: 'Batman' en 'Robin'. Door de vele problemen die de achtbaan gaf heeft Six Flags in 2007 besloten een inversie weg te halen. Dit heeft niet mogen baten, de achtbaan werd eind 2007 afgebroken. Sinds 2012 ligt de achtbaan opgeslagen bij Beto Carrero World in Brazilië.